# Wręczyca Wielka
Wręczyca Wielka – wieś w Polsce położona w obecnym województwie śląskim, w powiecie kłobuckim, siedziba gminy Wręczyca Wielka. Znajduje się na terenie Małopolski, w dawnej ziemi krakowskiej.
Siedziba klubu piłkarskiego Sokół Wręczyca Wielka, założonego w 2002 roku.

## Historia

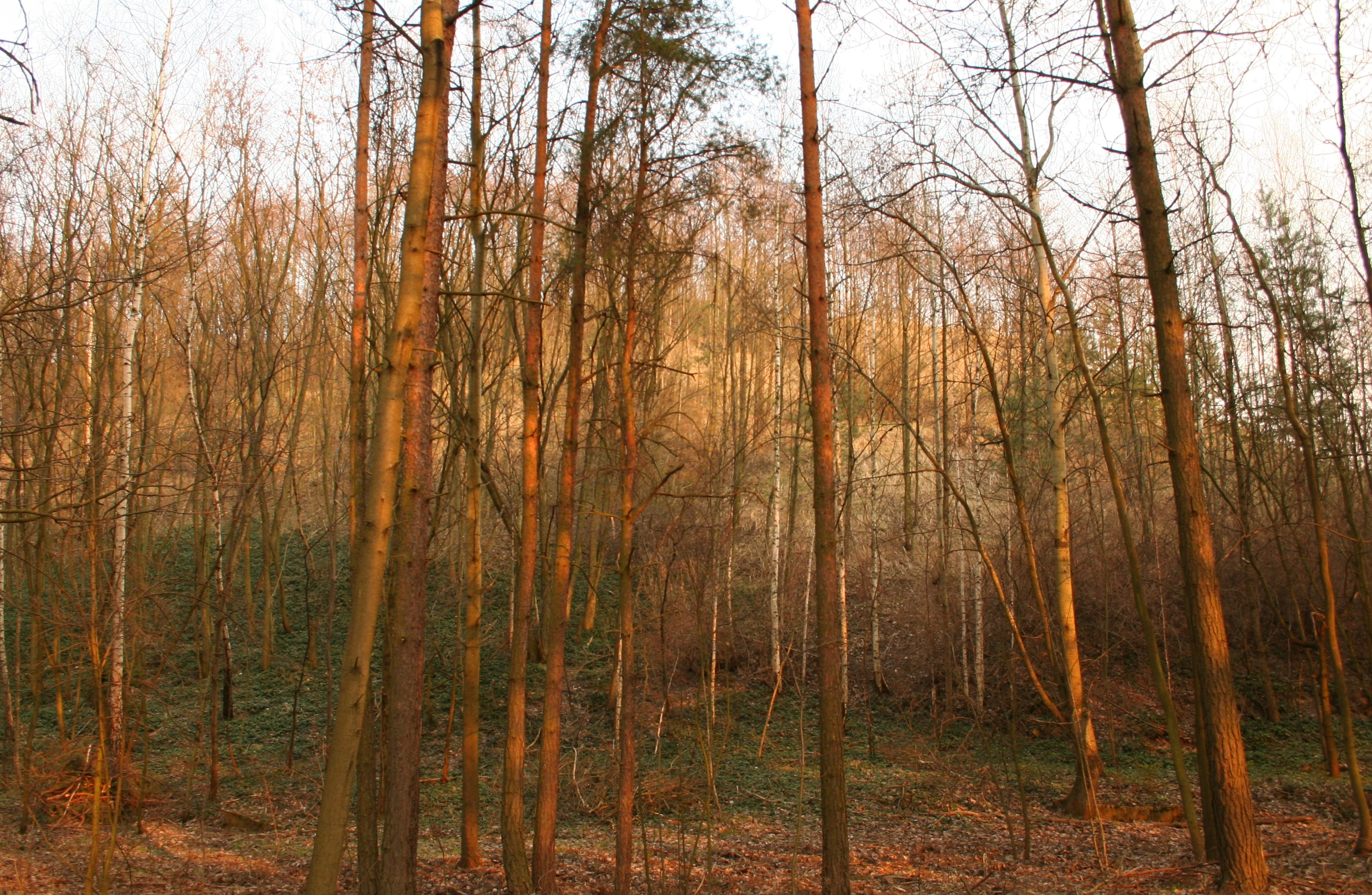
Hałda we Wręczycy Wielkiej – pozostałość po kopalni rud żelaza

Początki istnienia Wręczycy Wielkiej notowane są już w XII wieku. W wieku XIV jej nazwa była zapisywana jako "Wranczica". Od XVI wieku potwierdzone jest istnienie kuźnicy i koła tkackiego. We Wręczycy istniał również folwark, którego opis znajdujemy w XVIII-wiecznej lustracji powiatów województwa krakowskiego.
Wręczyca Wielka jest położona na Częstochowskim Obszarze Rudonośnym. W 1960 roku na terenie miejscowości rozpoczęła eksploatację kopalnia rud żelaza "Wręczyca" (wydobycie zakończono w 1982).
W latach 1975–1998 miejscowość administracyjnie należała do województwa częstochowskiego.
Propozycja praw miejskich nastąpiła w latach 80.

## Transport

### Tranzyt
We Wręczycy krzyżują się drogi wojewódzkie 492 i 494

### Komunikacja publiczna
Z Wręczycy można się dostać autobusami PKS m.in. do Częstochowy (linie 154 i 154 bis), Kłobucka, Olesna i Wrocławia.
Na terenie gminy znajduje się stacja kolejowa Wręczyca Wielka. Administracyjnie stacja kolejowa znajduje się w miejscowości Borowe.

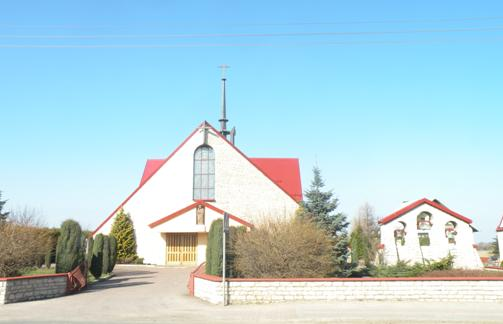
Kościół św. Józefa we Wręczycy Wielkiej